# بال‌ها (فیلم ۱۹۶۶)
«بال‌ها» (روسی: Крылья) یک فیلم به کارگردانی لاریسیا شپیتکو است که در سال ۱۹۶۶ منتشر شد.